# Tv-meteorolog
En tv-meteorolog eller vejrvært er en person der præsenterer vejrudsigten på tv.
I Danmark har tv-meteorologer været anvendt i Danmarks Radio i 1960'erne.
I 1988 blev præsesentationen af vejrudsigten igen overdraget til fagfolk.
I den forbindelse blev Henrik Voldborg et populært ikon som tv-meteorolog.
Siden 1990 har Jesper Theilgaard også fungeret som tv-meteorolog.
Typisk er tv-meteorologer uddannede meteorologer.
Der findes dog undtagelse. For eksempel er DR's tidligere vejrvært Divya Das uddannet som geograf, mens TV 2's tv-meteorolog Peter Tanev er uddannet indenfor klimatologi.
DR's tidligere tv-meteorolog, Maria Hørby, stillede op som spidskandidat til Folketinget for Kristendemokraterne i 2004.

## I populærkulturen
- En ny dag truer (orignaltitel Groundhog Day), en komediefilm fra 1993 af Harold Ramis med Bill Murray og Andie MacDowell.
- To Die For, en film fra af Gus Van Sant med Nicole Kidman.
- The Weather Man, en komediedrama fra 2005 af Gore Verbinski med Nicolas Cage.
- Weather Girl, en komedie 2009 af Blayne Weaver med Tricia O'Kelley, Mark Harmon, Jon Cryer og Enrico Colantoni.